# RiCoverAti
riCoverAti è il settimo album discografico del gruppo musicale italiano Ossi Duri, pubblicato nell'anno 2013 dall'etichetta discografica LaZaRiMus.

## Descrizione
Il disco contiene solo cover di artisti italiani degli anni '70 con cui gli Ossi Duri vogliono tentare di dipingere i problemi dell'Italia di oggi con le canzoni di ieri.

## Tracce
1. Davanti agli occhi miei (feat. Elio) – 3:15 (New Trolls)
2. Era inverno – 4:39 (Le Orme)
3. Svalutation – 2:50 (Adriano Celentano)
4. Vengo anch'io. No, tu no (feat. Roberto "Freak" Antoni) – 2:44 (Enzo Jannacci)
5. Una miniera – 4:02 (New Trolls)
6. Gioco di bimba – 3:08 (musica: Le Orme)
7. Largo all'avanguardia (feat. Roberto "Freak" Antoni) (live) – 4:13 (Skiantos)
8. Luglio, agosto, settembre (nero) – 3:55 (Area)
9. Era inverno (radio edit) – 3:36 (Le Orme)

## Formazione

### Gruppo
- Alessandro Armuschio - voce e saxofono in Largo all'avanguardia
- Martin Bellavia - chitarra e voce
- Simone Bellavia - basso e voce
- Ruben Bellavia - batteria
- Andrea Vigliocco - percussioni e tastiere

### Altri musicisti
- Elio: voce in Davanti agli occhi miei
- Roberto "Freak" Antoni: voce in Vengo anch'io. No, tu no e Largo all'avanguardia
- Fabio Giachino: tastiere in Era Inverno, Miniera, Gioco di Bimba e Luglio, Agosto, Settembre Nero
- Andrea Manzoni: pianoforte in Davanti agli occhi miei
- Eleonora Macchione: violino in Luglio, Agosto, Settembre Nero
- Alberto Borio: trombone in Vengo anch'io. No, tu no